# Parc urbain Joventino Silva
 (mai 2023).
Si vous disposez d'ouvrages ou d'articles de référence ou si vous connaissez des sites web de qualité traitant du thème abordé ici, merci de compléter l'article en donnant les références utiles à sa vérifiabilité et en les liant à la section « Notes et références ».
Le Parc Urbain Joventino da Silva, plus connu comme Parque da Cidade, est le plus célèbre parc urbain de Salvador de Bahia.

## Présentation
Avec 1,7 million d'extension[Quoi ?], c'est un lieu de préservation de la forêt atlantique, la végétation typique de la côte brésilienne. La faune est riche et variée, avec de petits mammifères, des oiseaux, des reptiles et des amphibiens. Créé en 1973, on y trouve une aire de jeux pour les enfants, une piste de jogging et de vélo, une place pour les personnes âgées, ainsi qu'une aire de pique-nique.
Autrefois, le territoire appartenait à l'agriculteur Manuel Dias da Silva, puis à son fils, Joventino Pereira da Silva. Joventino a légué le parc à la ville de Salvador dans les années 1970. Le parc est très connu pour son amphithéâtre Dorival Caymmi, qui propose des concerts gratuits.

## Espace vert
Il compte environ 720 000 mètres carrés d'espaces verts. C'est un lieu de préservation de la forêt atlantique, la végétation originelle de la côte brésilienne, et aussi le seul endroit de la ville où il y a une transition de la forêt atlantique aux dunes, et, par conséquent, plusieurs espèces ornementales et fruitières peuvent être trouvé. Sa topographie est accidentée et le sol est argileux, en plus des marécages. Il possède une faune riche, comprenant des mammifères (surtout les ouistitis et les opossums), des oiseaux, des reptiles (surtout des lézards) et des amphibiens, ainsi qu'une flore riche, comme l'ipê-roxo, le pau-paraíba, l'oiti, le sucupira, les cocotiers, les palmiers à huile, le jacquier. arbres, manguiers, sapotilles, broméliacées et orchidées.